# Solveig Duda
Solveig Duda (* 31. Juli 1972 in München) ist eine deutsche Theater- und Fernsehschauspielerin, Synchronsprecherin, Dialogbuchautorin und Synchronregisseurin.

## Leben

### Theater, Film und Fernsehen
Solveig Duda absolvierte von 1992 bis 1994 ein Schauspielstudium in München. Weitere drei Jahre erhielt sie Privatunterricht von ihrem Vater, dem Schauspieler und Theaterwissenschaftler Gernot Duda. Unter der Regie von Harald Leipnitz und Günter Mack spielte sie 1996 im Tourneetheater München in den Stücken Die Fee und Quichotte mit.
Im Fernsehen trat sie in verschiedenen Serien auf, so hatte sie beispielsweise Episodenauftritte in Der Bergdoktor (1992), Weißblaue Geschichten (1995), Der Bulle von Tölz (1997) und in SOKO 5113 (1997, 1999). Des Weiteren spielte sie 1997 im Fernsehfilm Frucht der Gewalt an der Seite von Uschi Glas und Miroslav Nemec als Anna Weiler mit, sowie als Reporterin im TV-Actionthriller Luftpiraten – 113 Passagiere in Todesangst (2000) mit Alexandra Maria Lara. Ab 2000 sah man sie drei Jahre lang regelmäßig in der ARD-Vorabendserie Verbotene Liebe als Marie von Beyenbach. Weitere Gastauftritte folgten 2002 in der Lindenstraße, 2004 in der RTL-Krimiserie Im Namen des Gesetzes und 2007 in Stolberg.
Solveig Duda ist die Tochter des Schauspielers Gernot Duda, ihr Bruder ist der Regisseur und Volksschauspieler Alexander Duda.

### Synchronrollen

#### Kinofilme
Bereits 1991 wurde Duda eine Hauptrolle in einem Kinofilm angeboten, so sprach sie Milla Jovovich in Rückkehr zur blauen Lagune (1991). Eine Wiederbesetzung auf Jovovich erfolgte erst 2010 im Horrorfilm A Perfect Getaway und im Science-Fiction-Thriller Die vierte Art, als auch 2011 im Psychothriller Stone. In der Fantasy-Komödie Hocus Pocus – Drei zauberhafte Hexen von 1993 hörte man Duda für Vinessa Shaw, Ende desselben Jahres im Jackie-Chan-Actionfilm City Hunter als Assistentin des Privatdetektivs, gespielt von Joey Wong, und 1997 im bekannten Teenie-Horrorfilm Scream – Schrei! für Rose McGowan.
Angelina Jolie lieh sie mehrmals ihre Stimme, erstmals 1998 als Supermodel Gia und im Jahre 2000 in der dramatischen Komödie Leben und lieben in L.A. als Joan, in der Romanverfilmung Der Knochenjäger als junge Polizistin Amelia Donaghy und im Action-Remake Nur noch 60 Sekunden als Sara 'Sway' Wayland. Kate Hudsons Part in Dr. T and the Women und in Liebe auf Umwegen durfte sie im Jahre 2000 und 2004 auf Deutsch einsprechen und 2004 Katie Holmes als Schwester Mills in The Singing Detective.
Ab dem Jahre 2005 wurde Duda Stammsprecherin für Amber Valletta, als sie sie in der Erfolgskomödie Hitch – Der Date Doktor synchronisierte. Ab 2007 wurde sie außerdem der Schauspielerin Keri Russell zugeordnet, die sie desselben Jahres in der melancholische Komödie Jennas Kuchen – Für Liebe gibt es kein Rezept und im Musikdrama Der Klang des Herzens sprach, außerdem 2010 in dem auf einer wahren Geschichte basierenden Drama Ausnahmesituation, wo sie den Kampf gegen die unheilbare Krankheit Morbus Pompe zusammen mit ihrem Mann aufnimmt.

#### Serien
Ihre erste bedeutende Serienrolle hatte sie von 1993 bis 1997 in der RTL-Jugendserie Melrose Place, wo sie Laura Leighton in der Rolle der Studienabbrecherin Sydney Andrews ihre Stimme lieh und seither regelmäßig für sie eingesetzt wird. 1996 hörte man sie außerdem auf RTL II in der US-Teenieserie Willkommen im Leben als Protagonistin Angela Chase, gespielt von Claire Danes.
Ab 2000 wurde Solveig Duda des Öfteren im komödiantischen Genre eingesetzt. In den letzten zwei Staffeln der Sitcom Auf schlimmer und ewig synchronisierte sie Wendy Benson-Landes als Barbara Caufield, in der US-Soap New York Life – Endlich im Leben!, die 2000 bis 2001 auf ProSieben lief, sprach sie Pauley Perrette als Cecilia Wiznarski und bis 2009 Laura Prepon als Donna Pinciotti in der US-amerikanischen Sitcom Die wilden Siebziger. In der satirischen Justizserie Boston Legal war Duda 2006 bis 2007 als Anwältin Sally Heep für Lake Bell zu hören, 2007 in der Sitcom Emilys Liste für Smith Cho, in der Sitcom um die Dating-Agentur Love, Inc. für Busy Philipps und 2009 bis 2011 in Rules of Engagement für Bianca Kajlich als frisch verlobte Jennifer.
2006 übernahm sie erneut Lake Bell in der ProSieben-Mystery-Serie Surface – Unheimliche Tiefe, von 2008 bis 2011 beteiligte sich Duda an der bekannten US-Soap Reich und Schön als Katie Logan-Spencer für Heather Tom, 2009 bis 2010 lieh sie Michaela McManus in Law & Order: Special Victims Unit als Staatsanwältin Kim Greylek ihre Stimme und seit 2011 synchronisiert sie Brittany Daniel als Kelly Pitts in The Game, ein Spin-off der Sitcom Girlfriends.

#### Animation
Seit Mitte der 1990er Jahre erhielt Solveig Duda immer wieder Sprechrollen in Zeichentrickserien. In der japanischen Animeserie D’Artagnan und die drei Musketiere, die 1995 auf den Sender RTL II ausgestrahlt wurde, vertonte sie Constance, die engste Vertraute der Königin. In der US-amerikanischen Zeichentrickserie Mega Man sprach sie 1996 den Androiden Roll. Als RTL II 1997 Sailor Moon ab der zweiten Staffel ins Programm nahm, erreichte diese Kultstatus, darin war Duda als Gegenspielerin Esmeraude mit ihrem bezeichnenden schrillen Lachen zu hören. Im japanischen Animationsfilm Perfect Blue, der 2000 in den deutschen Kinofilmen lief, vertonte sie die erfolglose Sängerin Mima Kirigoe. Seit 2000 taucht sie hin und wieder in South Park als streitsüchtige Mrs. McCormick auf.
Bekannt ist ihre Stimme auch als Hexe Lilli, die 2004 und 2006 im Kinderkanal KiKA ausgestrahlt wurde. Im japanischen Computeranimationsfilm Final Fantasy VII: Advent Children sprach sie 2006 die Rolle der Elena und Pokémon-Liebhaber werden ihre Stimme als Max aus den Kinofilmen Teil 6 und 7 kennen, die 2007 auf DVD erschienen sind. Im Animationsfilm Gnomeo und Julia synchronisierte sie 2011 Dolly Parton.

### Dialogbuch/-regie
Seit 2007 ist sie für das Synchronstudio Film- und Fernseh-Synchron GmbH in München als Dialogbuchautorin und Dialogregisseurin tätig. So schrieb sie die deutschen Dialoge und leitete die Sprachaufnahmen von Familien- und Teenagerfilmen aus dem Hause Disney mitunter für Verwünscht (2007), Camp Rock (2008), Camp Rock 2: The Final Jam (2010) und Gnomeo und Julia (2011). Auch für die deutsche Synchronfassung von den Komödien Shopaholic – Die Schnäppchenjägerin (2009), Fired Up! (2009) und Freundschaft Plus (2011), sowie der Nicholas-Sparks-Verfilmung Mit Dir an meiner Seite (2010) zeichnet Duda verantwortlich. Weiterhin führte sie Synchronregie bei den Actionfilmen Prince of Persia: Der Sand der Zeit (2010) und Sanctum (2011), den Romantikkomödien Der Prinz & ich: Die königliche Hochzeit (2010) und Powder Girl (2011), als auch bei den Disney-Teenie-Filmen Lemonade Mouth – Die Geschichte einer Band (2011) und Prom – Die Nacht deines Lebens (2011).
Im selben Synchronatelier war sie von 2007 bis 2011 für die deutsche Fassung der Teenagerserie Hannah Montana an der Seite ihrer Kollegin Katrin Fröhlich verantwortlich. Auch in anderen Studios textete sie und führte Regie, z. B. 2007 für die Sitcom Love Inc., erneut in Kooperation mit Katrin Fröhlich und 2011 für die Neuauflage von der Erfolgsserie Melrose Place, in der sie auch die Sprechrolle von Laura Leighton übernahm. Seit 2009 ist sie mit der Leitung der deutschen Sprachaufnahmen von der Sitcom Rules of Engagement vertraut. Die Synchronfassung der ersten und einzigen Staffel von Privileged entstand bereits 2009 unter ihrer Regie, jedoch entschloss sich die ProSiebenSat.1 Media Group erst drei Jahre später, diese in das Abendprogramm ihres Senders sixx aufzunehmen.

### Hörproduktionen
Als Hörspielsprecherin beteiligte sich Duda an einigen Kinderhörspielproduktionen, so im Jahr 2000 bei der Vertonung von Der Regenbogenfisch (Folge 2–4) des Labels Edel Records, 2003 bei diversen Erzählungen des Kinderbuchautors Janosch beim Label Der Hörverlag an der Seite von Angelika Bender und Gudo Hoegel und zwei Jahre später bei dem Originalhörspiel zur Fernsehserie Hexe Lilli vom Label Terzio als Protagonistin, wobei sie auch Regie führte. Einen Ausflug in die Hörspielwelt für Erwachsene unternahm Solveig Duda Ende 2011, als sie die Krankenschwester Georgia Kane in Das violette Automobil von Edith Nesbit aus der Gruselkabinett-Reihe sprach.
2005 produzierte der LifeTime Verlag eine deutsche Audioversion des Skandalromans Baise-moi von Virginie Despentes, in der Solveig Duda mitwirkte. Außerdem las sie die Hörbücher zu den Romanen Fabiola – Ein Hauch von Chaos (2009) von Hilke Rosenboom, Die Nächste, bitte! (2011) von Mia Morgowski und Männer verstehen von Angela Troni (2011) vor. Weiterhin hört man ihre Stimme auf der Kindermotivations-CD Lisa schafft das ganz allein (2011) von Achim Bröger.
Außerdem hat Duda in zahlreichen Computerspielen mitgewirkt (z. B. Geheimakte Tunguska und Geheimakte 2: Puritas Cordis).

## Filmografie (Auswahl)
- 1992: Der Bergdoktor (Fernsehserie)
- 1995: Der König (Fernsehserie) – Regie: Michael Rowitz
- 1995: Weißblaue Geschichten (Fernsehserie) – Regie: R. Brackhahn-Witt
- 1997: Der Bulle von Tölz: Leiche dringend gesucht – Regie: Walter Bannert
- 1997: SOKO 5113 (Fernsehserie) – Regie: Michael H. Zens
- 1997: Frucht der Gewalt (Fernsehfilm)
- 1998: Zwei Männer am Herd (Fernsehserie) – Regie: Nikolai Müllerschön
- 1999: SOKO 5113 (Fernsehserie) – Regie: Gloria Behren
- 2000: Luftpiraten – 113 Passagiere in Todesangst (Fernsehfilm)
- 2000–2003, 2006: Verbotene Liebe (Fernsehserie)
- 2002: Lindenstraße (Fernsehserie)
- 2004: Im Namen des Gesetzes (Fernsehserie) – Regie: Florian Froschmeyer
- 2007: Stolberg (Fernsehserie, Folge Der Sonnenkönig) – Regie: Uli Zrenner